# Aron Samson
Aron Samson, född 14 februari 1823 i Göteborg, död 31 oktober 1887 i Stockholm, var en svensk bokhandlare.
Aron Samson var son till handlaren Simon Samson. Efter att först ha praktiserat i manufakturhandel var han 1843–1850 medhjälpare i Bonniers bokhandel i Stockholm. Tillsammans med E. W. Wallin grundade han 1851 en egen bokhandelsfirma, Samson & Wallin, vilken snart vann stort uppsving och efter band blev en av Skandinaviens mest ansedda firmor inom branschen. Vid sidan av den egentliga bokhandeln drevs även bokförlagsverksamhet samt i stor utsträckning expediering av utländska böcker och tidskrifter till bokhandlare i landsorten. Samson var 1862–1887 kassaförvaltare i Svenska bokförläggareföreningen. Han var en av stiftarna av Bokhandlares pensionsförening. Sedan han på grund av sjukdom utträtt ur firman 1886, grundade han ett eget förlag, AB Nu's förlager.